# Ullrich Scheideler
Ullrich Scheideler (* 1964 in Kassel) ist ein deutscher Musikwissenschaftler.

## Leben
Scheideler studierte an der Berliner Hochschule der Künste Musiktheorie sowie in der Technischen Universität Musikwissenschaft, Neuere Geschichte und Philosophie, dies auch in London (Royal Holloway & Bedford New College), seine Magisterarbeit behandelte Alban Bergs Streichquartett op. 3 (1993).
Ab 1995 war Scheideler zehn Jahre wissenschaftlicher Mitarbeiter an der Arnold Schönberg Gesamtausgabe. Seit 1995 wirkte er als Lehrbeauftragter für Musiktheorie an der Berliner Hochschule der Künste und seit 1999 an der Humboldt-Universität zu Berlin (HU). Seit 2005 ist er Lehrkraft für besondere Aufgaben im Bereich Musiktheorie am Institut für Musikwissenschaft und Medienwissenschaft der HU. 2006 wurde er an der TU Berlin bei Christian Martin Schmidt promoviert.
Scheideler war von 2015 bis 2021 Mitherausgeber der Zeitschrift der Gesellschaft für Musiktheorie (ZGMTH).

## Schriften
- Lexikon Schriften über Musik, herausgegeben von Hartmut Grimm (†), Ullrich Scheideler und Melanie Wald-Fuhrmann

## Weblink
- Publikationsverzeichnis Ullrich Scheideler auf Scheidelers Personalseite der HU Berlin, Institut für Musikwissenschaft und Medienwissenschaft.